# Metepeira compsa
Metepeira compsa är en spindelart som först beskrevs av Chamberlin 1916.  Metepeira compsa ingår i släktet Metepeira och familjen hjulspindlar. Inga underarter finns listade i Catalogue of Life.